# Stosatea italica
Stosatea italica är en mångfotingart som först beskrevs av Robert Latzel 1886.
Stosatea italica ingår i släktet Stosatea och familjen orangeridubbelfotingar. Inga underarter finns listade i Catalogue of Life.